# Шаршки
Шаршки — деревня в Усманском районе Липецкой области России. Входит в состав Студёнского сельсовета.

## География
Деревня находится в юго-восточной части Липецкой области, в лесостепной зоне, в пределах Окско-Донской равнины, на левом берегу ручья Шаршок, к северу от Воронежского государственного биосферного заповедника, на расстоянии примерно 6 километров (по прямой) к западу-юго-западу (WSW) от города Усмань, административного центра района. Абсолютная высота — 141 метр над уровнем моря.
Климат
Климат умеренно континентальный с тёплым летом и умеренно холодной зимой. Абсолютный минимум температуры воздуха самого холодного месяца (января) составляет −42°С; абсолютный максимум самого тёплого (июля) — 39°С. Максимальное количество атмосферных осадков осадков выпадает в период с мая по октябрь.
Часовой пояс
Деревня Шаршки, как и вся Липецкая область, находится в часовой зоне МСК (московское время). Смещение применяемого времени относительно UTC составляет +3:00.

## Население
| 2010 | 2011 |
| ---- | ---- |
| 24   | →24  |

Гендерный состав
По данным Всероссийской переписи населения 2010 года в гендерной структуре населения мужчины составляли 41,7 %, женщины — соответственно 58,3 %.
Национальный состав
Согласно результатам переписи 2002 года, в национальной структуре населения русские составляли 100 % из 31 чел.

## Улицы
Уличная сеть деревни состоит из одной улицы (ул. Подлесная).